# بول وايتمان
بول صموئيل وايتمان  (28 مارس 1890 - 29 ديسمبر 1967)  كان قائد فرقة موسيقية وملحن ومخرج أوركسترا وعازف كمان أمريكي.
كان قائد لواحدة من أكثر فرق الرقص شعبية في الولايات المتحدة خلال عشرينيات وأوائل ثلاثينيات القرن العشرين، أنتج بول وايتمان تسجيلات حققت نجاحًا هائلاً، وغالبًا ما أشارت إليه الإشعارات الصحفية باسم «ملك الجاز».
من أشهر تسجيلاته " Whispering " و " Valencia " و " Three O'Clock in the Morning " و " In a Little Spanish Town " و " Parade of Wooden Soldiers ". قاد وايتمان عادة فرقة كبيرة واستكشف العديد من أنماط الموسيقى، مثل المزج بين الموسيقى السمفونية والجاز، كما حدث لأول مرة في فيلم الرابسودي باللون الأزرق لجورج غيرشوين.
سجل وايتمان العديد من معايير الجاز والبوب خلال مسيرته، بما في ذلك «وانغ وانغ بلوز» و «ميسيسيبي مود» و «رابسودي إن بلو» و «ووندرفول وان» و «هوت ليبس (حصل على شفاه ساخنة عندما يعزف الجاز)» «جناح Mississippi» و" Grand Canyon Suite "و" Trav'lin 'Light ". شارك في كتابة فيلم الجاز الكلاسيكي «فلامين مامي» عام 1925. تلاشت شعبيته في عصر الموسيقى المتأرجحة في منتصف الثلاثينيات، وبحلول الأربعينيات كان شبه متقاعد من الموسيقى. لقد شهد انتعاشًا وعاد في الخمسينيات من القرن الماضي بمسلسله التلفزيوني الشبكي الخاص، Paul Whiteman's Goodyear Revue ، والذي استمر لمدة ثلاثة مواسم. كما استضاف عام 1954 عرض مسابقة المواهب ABC على الممر الخشبي مع بول وايتمان .
مكانة وايتمان في تاريخ موسيقى الجاز كان محل جدل إلى حد ما. يقترح المنتقدون أن موسيقاه المنسقة بشكل مزخرف كانت موسيقى الجاز بالاسم فقط، وتفتقر إلى العمق الارتجالي والعاطفي لهذا النوع، واستخدمت ابتكارات الموسيقيين السود. لاحظ المدافعون أن ولع وايتمان لموسيقى الجاز كان حقيقيًا. عمل مع الموسيقيين السود بقدر ما كان ممكنًا خلال حقبة الفصل العنصري. ضمت فرقه العديد من الموسيقيين البيض الأكثر احترامًا في تلك الحقبة، وكانت مجموعاته تتعامل مع موسيقى الجاز بشكل مثير للإعجاب كجزء من مجموعة موسيقي أكبر.
قال أعلن ديوك إلينجتون في سيرته الذاتية، «كان بول وايتمان معروفًا باسم ملك الجاز، ولم يقترب أحد من حمل هذا اللقب بمزيد من اليقين والكرامة.» 